# Termitonannini
Tribu
Les Termitonannini forment une tribu de coléoptères de la famille des Staphylinidae et de la sous-famille des Aleocharinae.

## Sous-tribus
Perinthina – Termitonannina